# Cycloramphus boraceiensis
Espèce
Statut de conservation UICN

 LC  : Préoccupation mineure
Cycloramphus boraceiensis est une espèce d'amphibiens de la famille des Cycloramphidae.

## Répartition
Cette espèce est endémique du Sud-Est du Brésil. Elle se rencontre dans le sud-est de l'État de Rio de Janeiro et dans le nord de l'État de São Paulo, y compris les îles d'Ilha Grande et de São Sebastião, jusqu'à 800 m d'altitude dans la Serra do Mar.

## Description
Les mâles mesurent de 35 à 55 mm et les femelles de 52 à 59 mm.

## Étymologie
Son nom d'espèce, composé de boracei[a] et du suffixe latin -ensis, « qui vit dans, qui habite », lui a été donné en référence au lieu de sa découverte, Boracéia dans la municipalité de Salesópolis dans l'État de São Paulo.

## Publication originale
- Heyer, 1983 : Variation and systematics of frogs of the genus Cycloramphus (Amphibia, Leptodactylidae). Arquivos de Zoologia, São Paulo, vol. 30, no 4, p. 235–339 (texte intégral).